# Spetstofsad turako
Spetstofsad turako (Tauraco schalowi) är en fågel i familjen turakor inom ordningen turakofåglar.

## Utbredning och systematik
Fågeln återfinns i fuktiga skogar i sydcentrala Afrika. Den behandlas antingen som monotypisk eller delas in i fyra underarter med följande utbredning:
- Tauraco schalowi chalcolophus – nordcentrala Tanzania, i högländerna Mbulu och Ngorongoro
- Tauraco schalowi loitanus – sydvästra Kenya (Loita Hills)
- Tauraco schalowi schalowi – Angola och västra Zambia
- Tauraco schalowi marungensis – sydöstra Demokratiska republiken Kongo och Zambia till Malawi, sydvästra Tanzania och västcentrala Moçambique

## Status
IUCN kategoriserar arten som livskraftig.

## Namn
Fågelns vetenskapliga artnamn hedrar Hermann Schalow (1852-1925), en tysk bankman och ornitolog. Fram tills nyligen kallades den schalowturako även på svenska, men justerades 2022 till ett enklare och mer informativt namn av BirdLife Sveriges taxonomikommitté.